# 黒島古墳

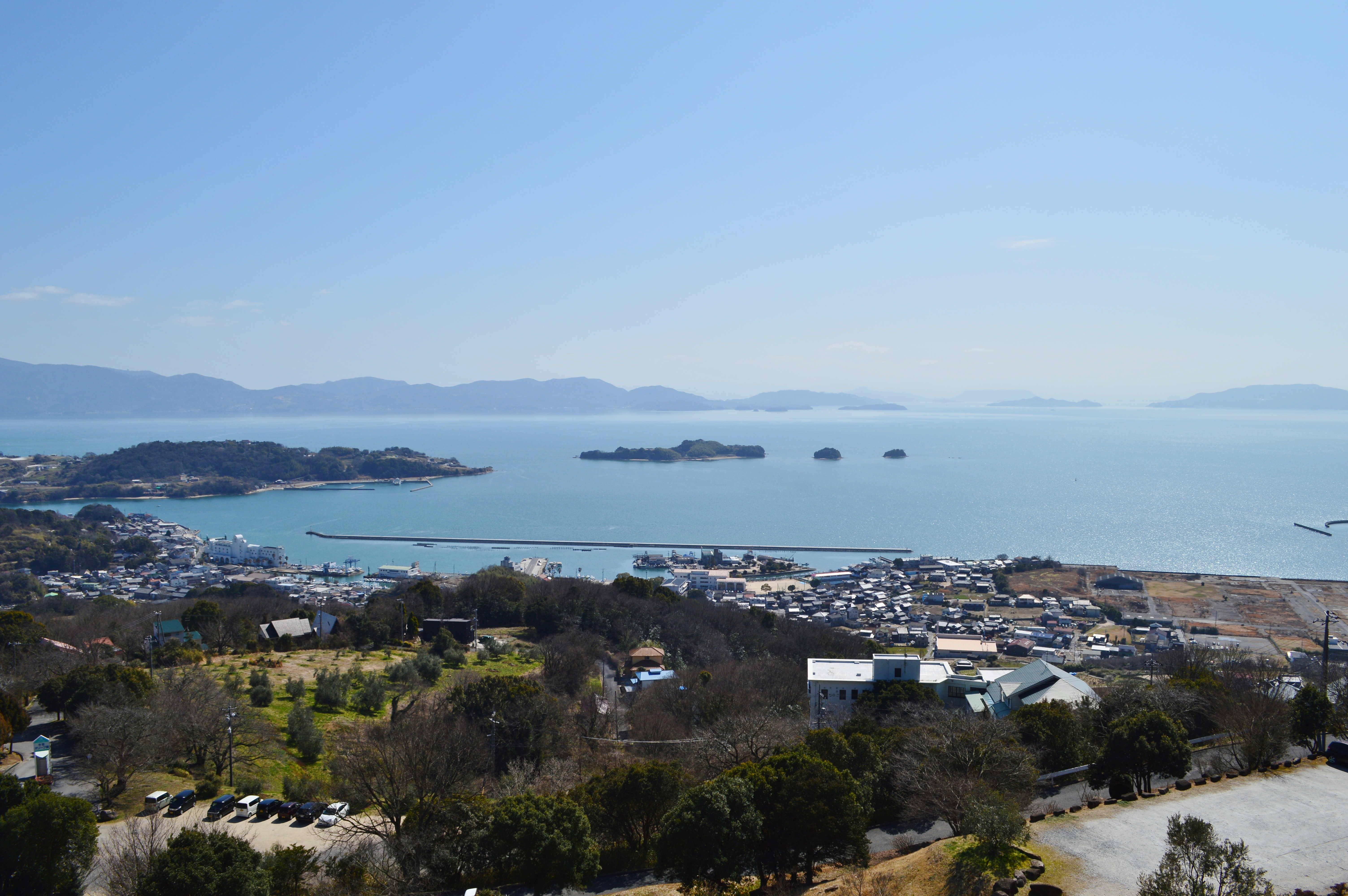
古墳の所在する黒島（中央）牛窓オリーブ園から望む。画像左端の丘陵に牛窓天神山古墳が所在し、右端の丘陵跡に波歌山古墳が所在した。黒島の左は前島、最奥左は小豆島。

黒島古墳（くろしまこふん）または黒島1号墳（くろしまいちごうふん）は、岡山県瀬戸内市牛窓町牛窓の黒島にある古墳。形状は前方後円墳。史跡指定はされていない。

## 概要
| 湾内位置 | 古墳名         | 墳丘長 | 築造時期    | 史跡指定         |
| -------- | -------------- | ------ | ----------- | ---------------- |
| 北東     | 牛窓天神山古墳 | 85m    | 4c中葉-後半 | 瀬戸内市指定史跡 |
| 南       | 黒島1号墳      | 81m    | 5c前半-中葉 | なし             |
| 北西     | 鹿歩山古墳     | 84m    | 5c後半      | 岡山県指定史跡   |
| 北       | 波歌山古墳     | 60m    | 6c前半      | （消滅）         |
| 南西     | 二塚山古墳     | 55m    | 6c後半      | 岡山県指定史跡   |

岡山県南東部、牛窓港から南方へ約2キロメートルに浮かぶ離島の黒島において、島中央の山上最高所（標高33メートル）に築造された古墳である。牛窓湾では、本古墳のほか二塚山古墳・鹿歩山古墳・波歌山古墳（消滅）・牛窓天神山古墳の前方後円墳5基が湾を取り囲むように築造されたことが知られる。現在は墳丘上に武内神社が所在する。発掘調査は実施されていない。
墳形は前方後円形で、前方部を南西方向に向ける。墳丘は2段築成とみられる。墳丘外表では葺石のほか、円筒埴輪片・形象埴輪片（蓋形・家形・人物埴輪）・須恵器（主にTK73-TK216型式期、一部TK23型式期）・土師器・陶質土器等が出土している。埋葬施設は、後円部に存在が推定されるほか（武内神社南側に推定天井石が一部露出）、前方部にも竪穴式石室の盗掘坑が認められている。前方部石室は長さ2.4メートル・幅0.65メートル・高さ0.4メートルを測り、内面には赤色顔料が塗布される。他に後円部東側にも箱形石棺があり、1933年（昭和8年）の調査で人骨のほか鉄剣・鉄鏃・矢筒金具などが出土している。周辺では北側に陪塚とみられる黒島2号墳（直径10-12メートルの円墳）の築造も認められる。
築造時期は、古墳時代中期の5世紀前半-中葉頃と推定される。黒島自体は本古墳の規模に見合わない小島であることから、被葬者は広く牛窓湾を基盤として活動したと推測され、他の前方後円墳4基とともに当時の牛窓湾の港湾としての政治的重要性を示す古墳になる。前代の牛窓天神山古墳とは50-80年の間が空くが、間に首長墓は認められないため、本古墳被葬者が牛窓天神山古墳被葬者の直接的後継者になるか1代空いた後継者になるかが吉備地方全体の政治動向を考察するうえでも注意される。また吉備地方では陪塚を伴う古墳は造山古墳・両宮山古墳などと少ない点、当時貴重な初期須恵器を伴う点、全国的にも最古級の人物埴輪を伴う点、朝鮮半島の陶質土器を伴う点などで、ヤマト王権・吉備中枢部・朝鮮半島を間に活躍した被葬者像が示唆される。

## 墳丘
墳丘の規模は次の通り。
- 墳丘長：約81メートル
- 後円部 - 2段築成か。
  - 直径：約48メートル
  - 高さ：約8メートル
  - 墳頂部平坦面直径：約14メートル
- くびれ部
  - 幅：約30メートル
- 前方部 - 2段築成か。
  - 長さ：約36メートル
  - 幅：約48メートル
  - 高さ：約7メートル

前方部前端側には幅約12メートル・深さ約1.5メートルの堀切が認められる。

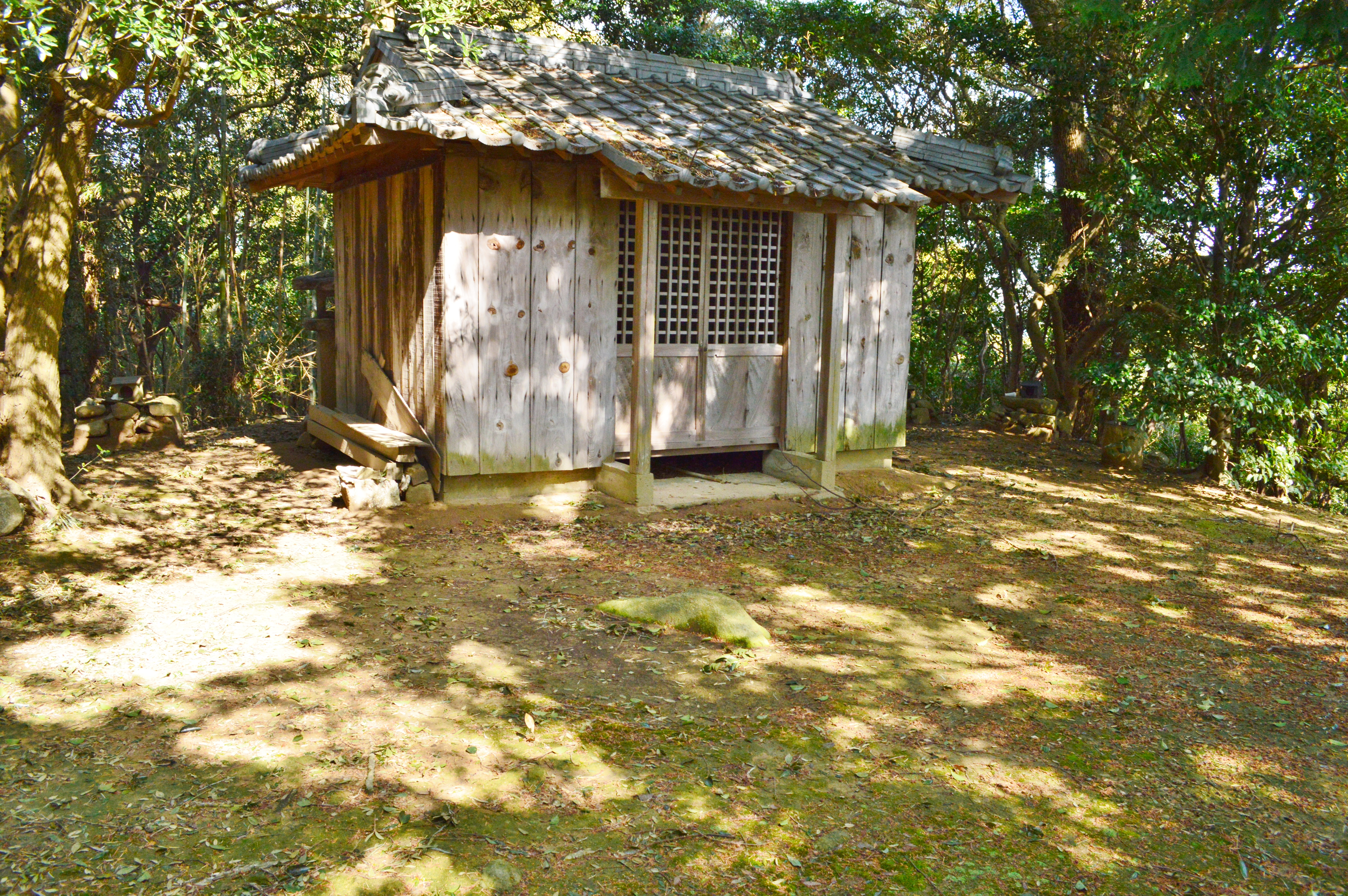
後円部墳頂 武内神社が所在する。
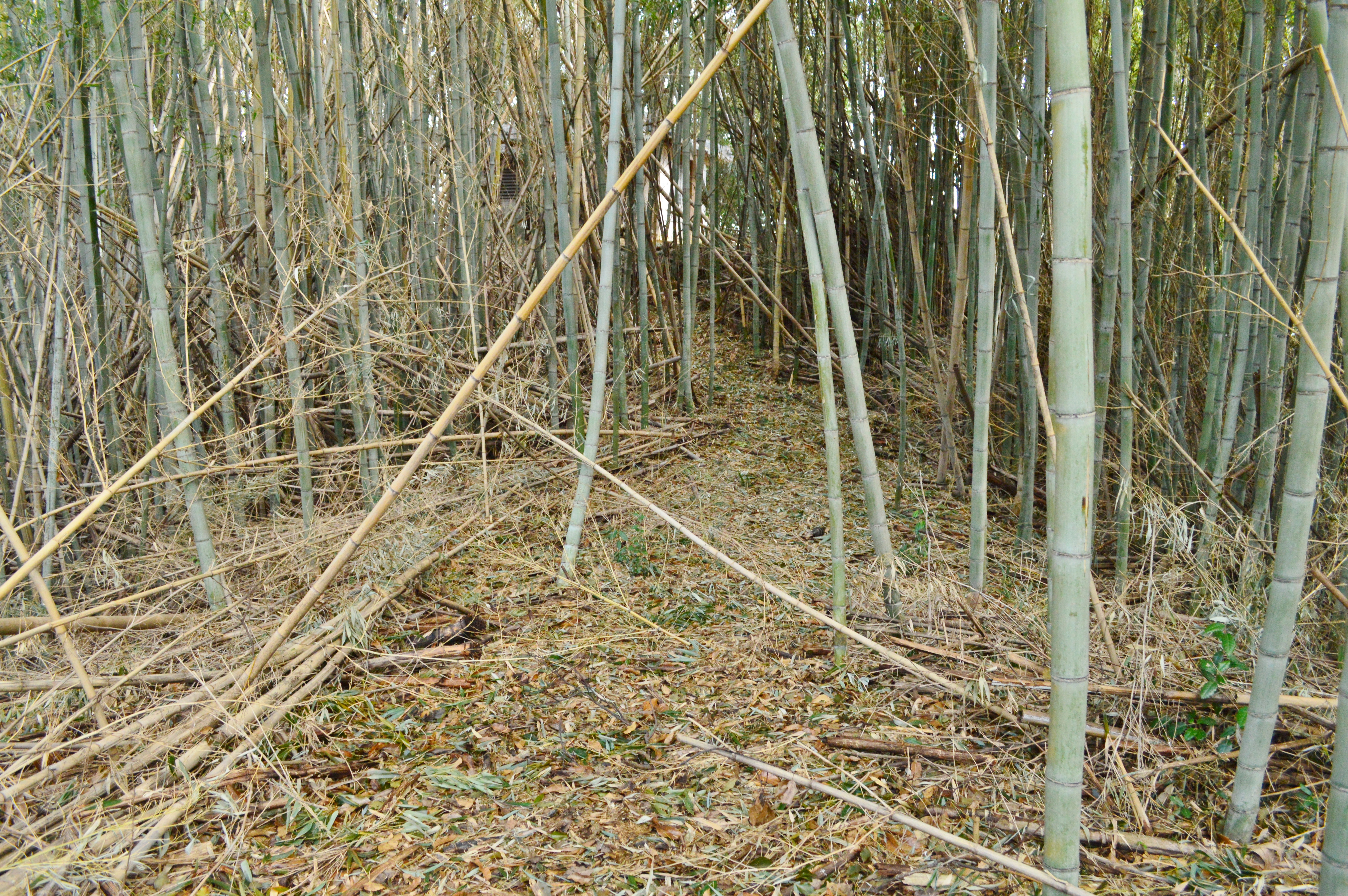
前方部から後円部を望む
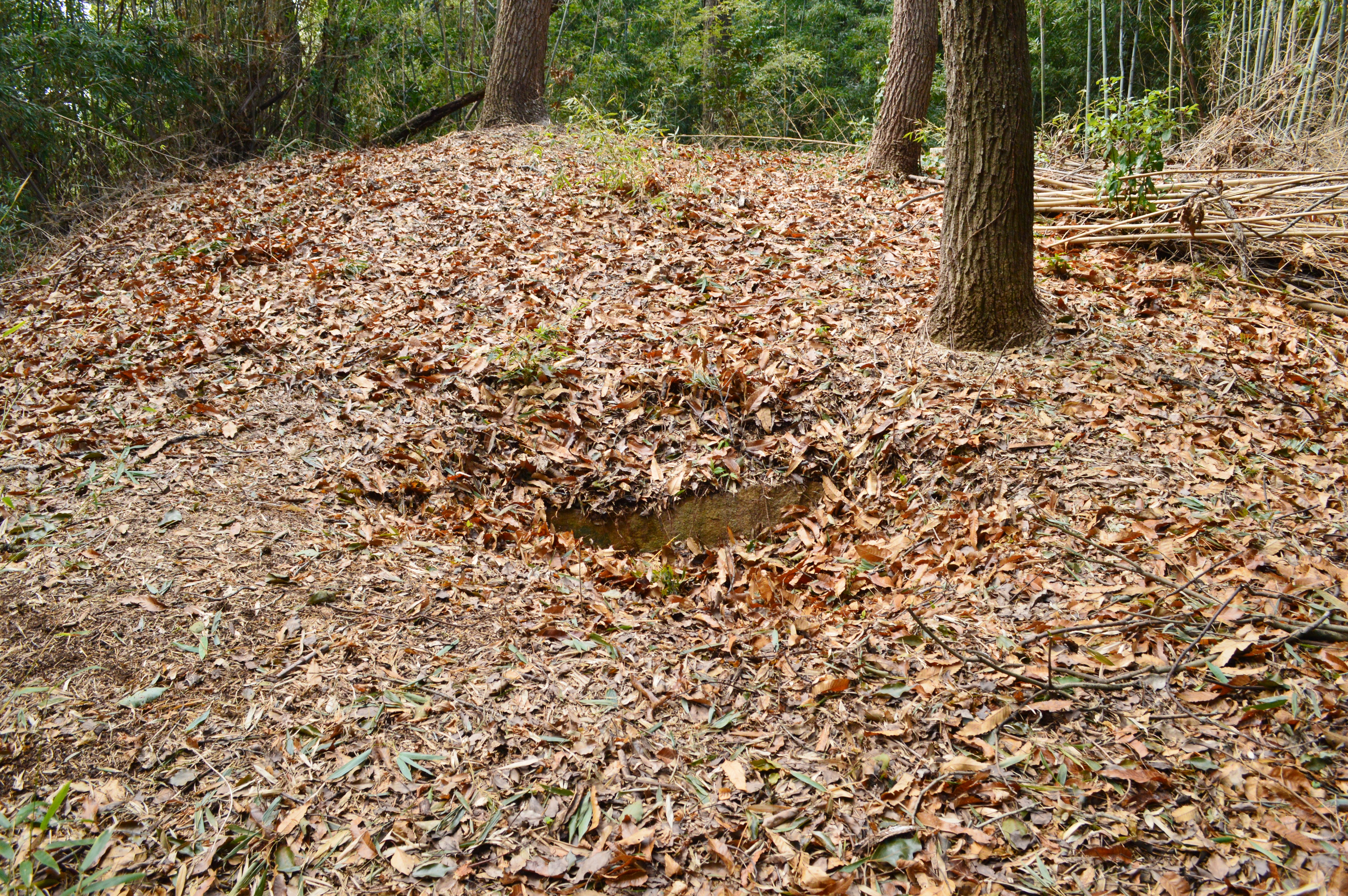
前方部墳頂 手前に陥没孔と露出石材。
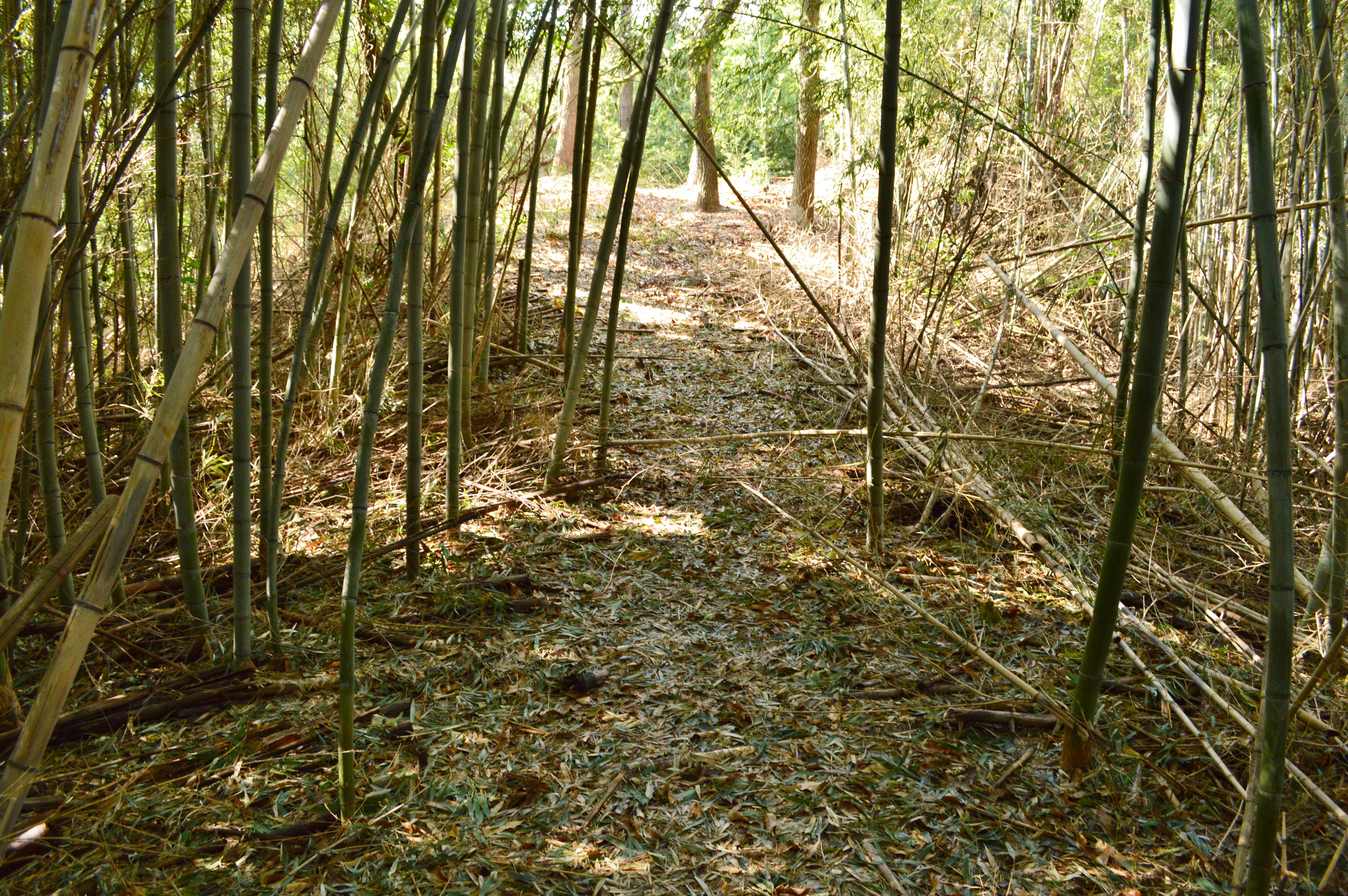
後円部から前方部を望む
埴輪 寒風陶芸会館展示。
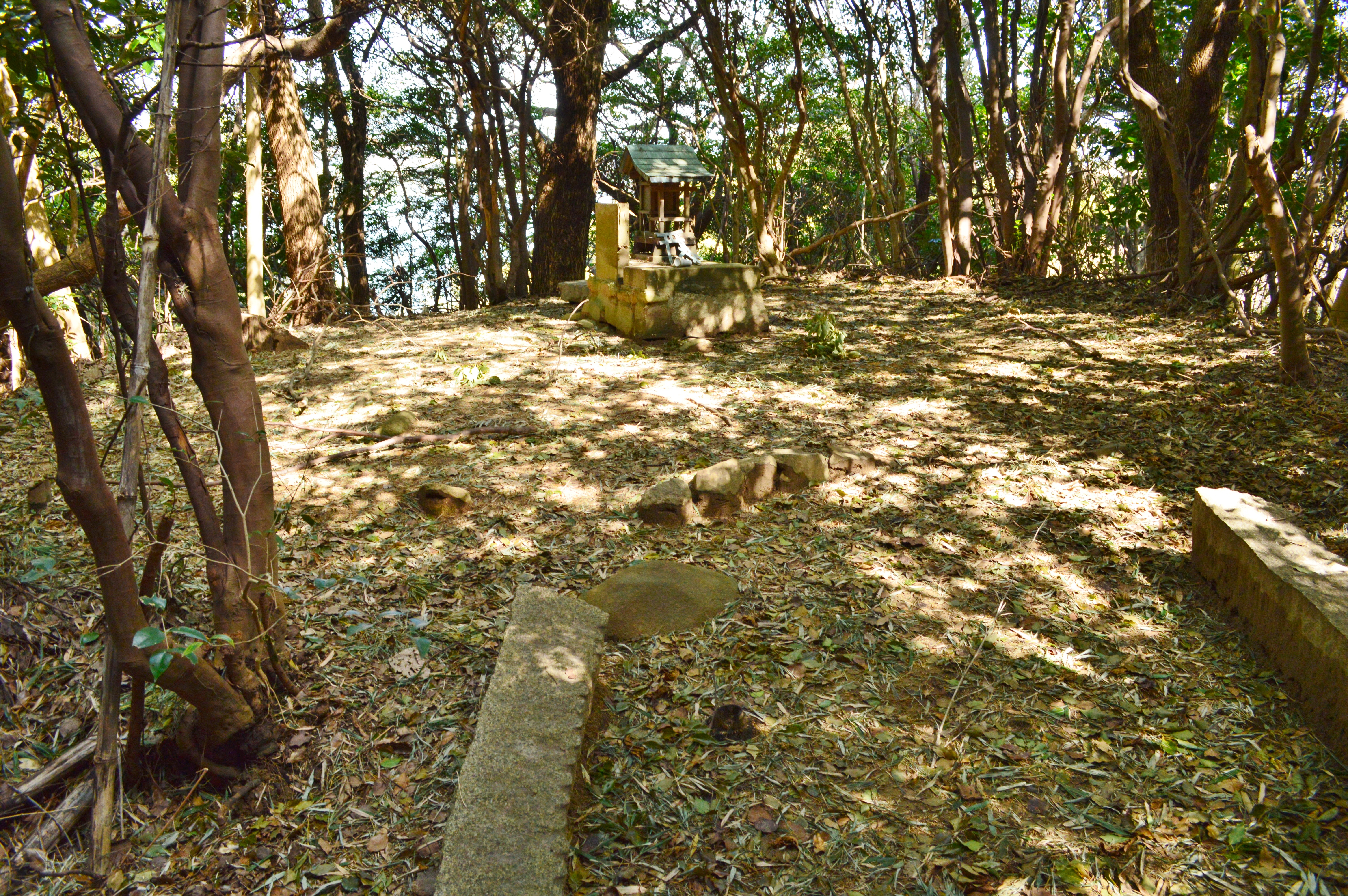
黒島2号墳

## 関連施設
- 寒風陶芸会館（瀬戸内市牛窓町長浜） - 黒島古墳の出土埴輪を展示。

## 関連文献
（記事執筆に使用していない関連文献）
- 「黒島古墳」『岡山県史』 18 考古資料、岡山県、1986年。